# 95247 Schalansky
95247 Schalansky è un asteroide della fascia principale. Scoperto nel 2002, presenta un'orbita caratterizzata da un semiasse maggiore pari a 3,2315844 UA e da un'eccentricità di 0,1057763, inclinata di 16,52190° rispetto all'eclittica.